# Campeonato nacional de Estados Unidos 1912
Lista de los campeones del Campeonato nacional de Estados Unidos de 1912:

## Senior

### Individuales masculinos
Maurice McLoughlin vence a  Wallace F. Johnson, 3–6, 2–6, 6–2, 6–4, 6–2

### Individuales femeninos
Mary Browne vence a  Eleonora Sears, 6–4, 6–2

### Dobles masculinos
Maurice McLoughlin /  Tom Bundy vencen a  Raymond Little /  Gustave F. Touchard, 3–6, 6–2, 6–1, 7–5

### Dobles femeninos
Mary Browne /  Dorothy Greene vencen a  Maud Barger-Wallach /  Mrs. Frederick Schmitz, 6–2, 5–7, 6–0

### Dobles mixto
Mary Browne /  Bill Tilden vencen a  Eleonora Sears /  William Clothier, 6–4, 2–6, 11–9
| Predecesor: 1911                         | Campeonato nacional de Estados Unidos 1912 | Sucesor: 1913                           |
| Predecesor: Campeonato de Wimbledon 1912 | Grand Slam 1912                            | Sucesor: Campeonato de Australasia 1913 |

- Datos: Q2410911